# Strada 26 (Uruguay)
La strada 26 (in spagnolo: Ruta 26) è una strada statale uruguaiana che attraversa da ovest ad est tutta la parte settentrionale del Paese sino alla frontiera brasiliana presso Río Branco. Nel 1983, attraverso la legge 15497, fu ribattezzata Brigadier Generale Leandro Gómez, in omaggio al comandante della difesa di Paysandú nel 1864-1865.
Oltreconfine prosegue come BR-116.